# Strzyżewo (powiat nowotomyski)
Strzyżewo (niem. Strese) – wieś w Polsce, położona w województwie wielkopolskim, w powiecie nowotomyskim, w gminie Zbąszyń, na prawym brzegu Obry.
Przez miejscowość przebiega nieczynna linia kolejowa Zbąszyń-Międzychód (stacja kolejowa Strzyżewo Zbąskie).

## Integralne części wsi
| SIMC    | Nazwa  | Rodzaj     |
| ------- | ------ | ---------- |
| 0917260 | Piaski | przysiółek |

## Historia
Wieś była wzmiankowana w 1456 roku jako wchodząca w skład dóbr zbąszyńskich, pod nazwą Strzeschewo. Pod koniec XVIII wieku właścicielem był dziedzic Zbąszynia, Stefan Garczyński.  Wcześniejszymi nazwami były Strzyżew, Strzeżewo i Streszewo.
Strzyżewo było areną zaciętych walk w powstaniu wielkopolskim (10/11 lutego 1919 z udziałem kompanii opalenickiej, kórnickiej i śremskiej) i pod koniec stycznia 1945 roku, kiedy to nacierającą Armię Czerwoną wsparli ochotnicy. W 1921 roku stacjonowała tu placówka 17 batalionu celnego, a później placówka Straży Granicznej I linii „Strzyżewo”.
W latach 1975–1998 miejscowość należała administracyjnie do województwa zielonogórskiego.

## Turystyka
Wzgórze za cegielnią (Strzyżewska Góra) jest dobrym punktem widokowym na dolinę Obry. Po drugiej stronie rzeki zachowały się fragmenty grodziska stożkowatego z XIII wieku.
Przez miejscowość przebiegają znakowane szlaki piesze:
- Zbąszyń - Dąbrówka Wielkopolska - Miedzichowo[6].
- Trzciel - Wąsosz

a także kajakowy Szlak Obry

## Demografia
Pod koniec XIX wieku Strzyżewo wchodziło w skład powiatu międzyrzeckiego i liczyło 100 domostw i 781 mieszkańców. Przeważali protestanci (605) nad katolikami (165) i żydami (11).
Liczba mieszkańców miejscowości w poszczególnych latach:
| Rok  | Ilość mieszkańców |
| ---- | ----------------- |
| 1998 | 718               |
| 2002 | 680               |
| 2009 | 733               |
| 2011 | 763               |
| 2021 | 759               |